# Jerseyuloborus longisoma
Genre
Espèce
Jerseyuloborus longisoma, unique représentant du genre Jerseyuloborus, est une espèce éteinte d'araignées aranéomorphes de la famille des Uloboridae.

## Distribution
Cette espèce a été découverte dans de l'ambre au New Jersey aux États-Unis. Elle date du Crétacé.

## Publication originale
- (en) Wunderlich, 2011 : Some fossil spiders (Araneae) in Cretaceous ambers. Beiträge zur Araneologie, vol. 6, p. 539–557.